# Terror Vermelho

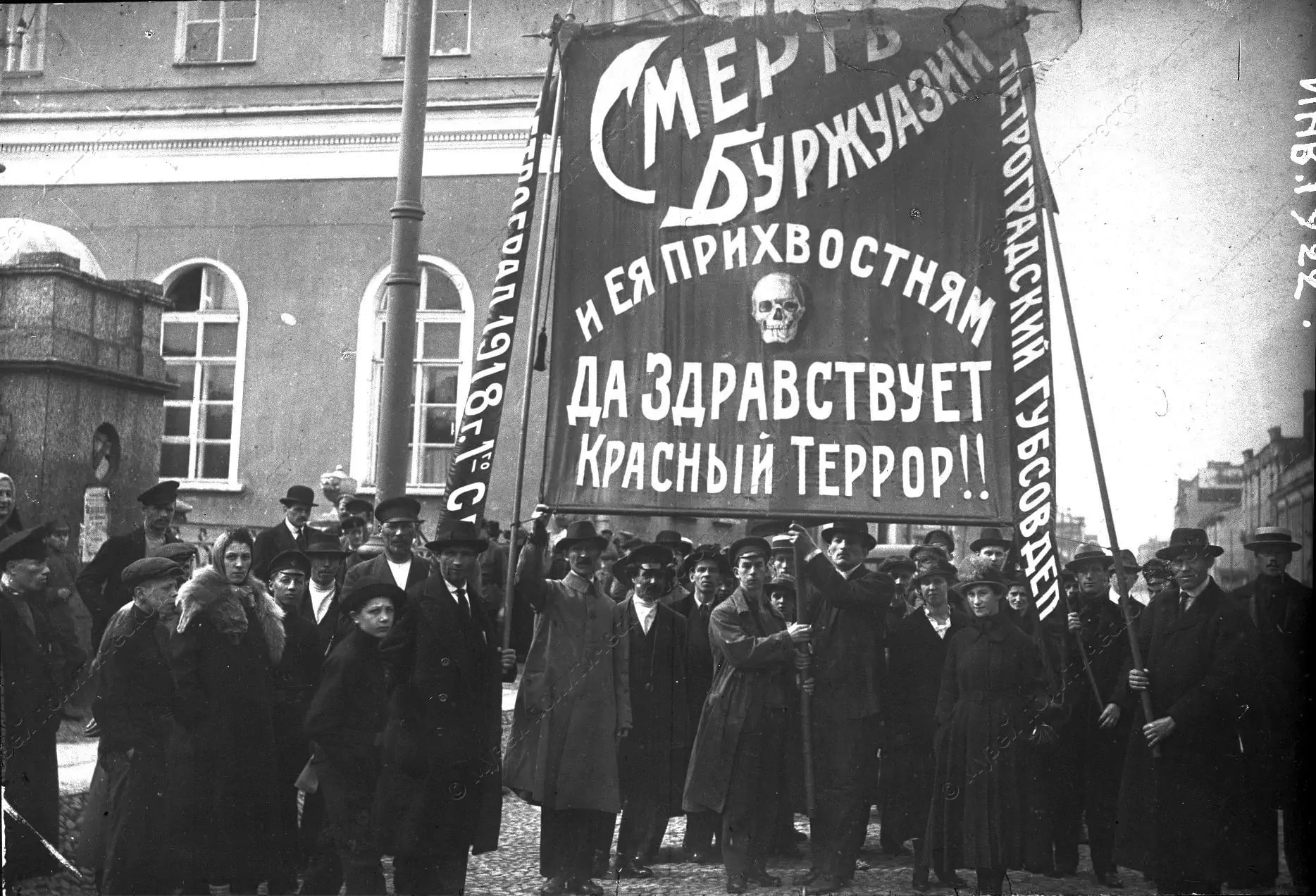
"Morte à burguesia e seus cães arrastados - Viva o terror vermelho", cartaz de propaganda em Petrogrado, 1918

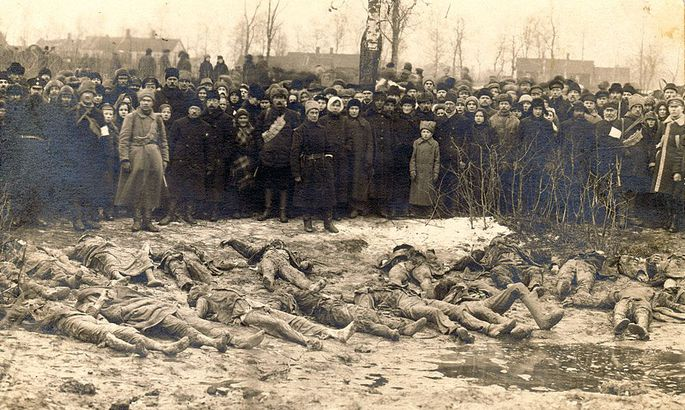
Cadáveres de vítimas do Massacre da Floresta de Palermo perpetrado pelos bolcheviques no final de 1918 ao início de 1919 na área ocupada de Rakvere, na Estônia.

O Terror Vermelho na Rússia Soviética foi uma campanha de prisões e execuções em massa levada a cabo pelo governo bolchevique liderado por Lenin contra grupos sociais proclamados inimigos de classe, bem como contra pessoas acusadas de atividades contra-revolucionárias. Na historiografia soviética, o "Terror Vermelho" é descrito como oficialmente anunciado em 2 de setembro de 1918 por Yakov Sverdlov terminando aproximadamente em outubro de 1918, embora os bolcheviques usassem amplamente o terror e a violência contra os inimigos de classe antes mesmo da proclamação oficial. Para alguns historiadores, como Sergei Melgunov, o termo se aplica a repressões durante todo o período da Guerra Civil Russa, 1917 - 1922.
A repressão em massa foi conduzida sem processo judicial pela polícia secreta, a Tcheka, junto de elementos da agência de inteligência militar bolchevista, a GRU. A estimativa do total de mortos no Terror Vermelho varia de fonte para fonte. Os números mais confiáveis estipulam que entre 100 000 e 200 000 pessoas morreram, embora uma fonte chegue a dizer que o total de vítimas possa girar em torno de 1,3 milhão.

## Origem do termo

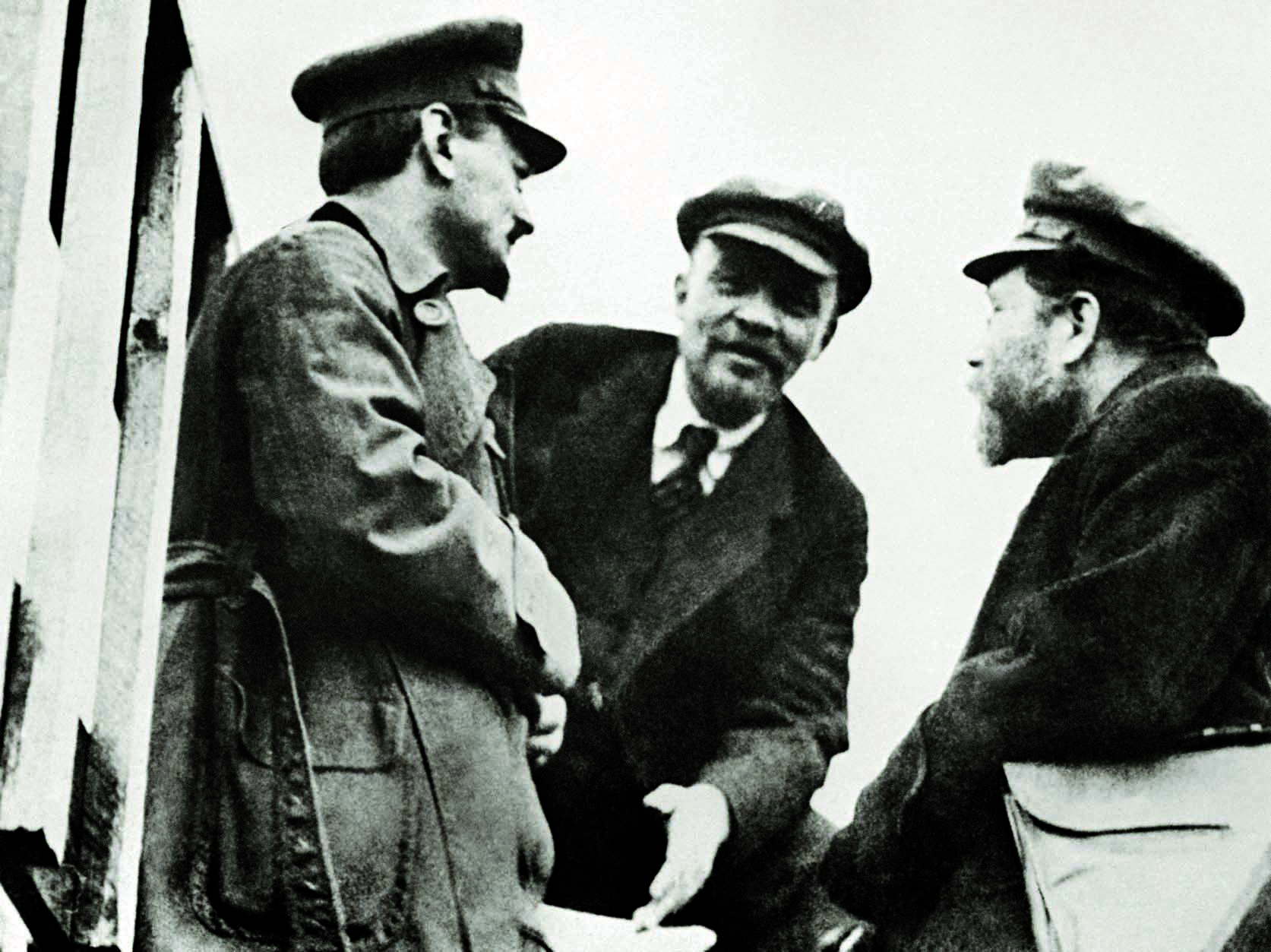
Trotsky, Lenin, Kamenev (1919)

Após a tentativa de assassinato do czar Alexandre II por Dmitry Karakozov, uma era de terror revolucionário começou na Rússia que durou várias décadas com o objetivo de levar a cabo uma revolução social no Império Russo.
O conceito de "Terror Vermelho" foi introduzido pela primeira vez pelo socialista revolucionária Zinaida Konopljannikova, que declarou no julgamento de 1906 pelo assassinato do General Gregory Min:
O partido decidiu responder ao terror branco, mas sangrento do governo, com terror vermelho ...
Leon Trotsky exprime que o caráter da contradição entre a classe burguesa e o proletariado, demonstrando que o termo “Terror Vermelho” seria uma defesa da classe proletária, frente ao  Terror Branco que oprime a classe proletária:
“Há outra diferença entre o Terror Branco e o Terror Vermelho, que Kautsky ignora hoje, mas que aos olhos de um marxista tem um significado decisivo. O Terror Branco é a arma da classe historicamente reacionária. Quando expusemos a futilidade das repressões do Estado burguês contra o proletariado, nunca negámos que através de prisões e execuções a classe dominante, sob certas condições, poderia retardar temporariamente o desenvolvimento da revolução social. Mas estávamos convencidos de que não conseguiriam parar o processo. Confiámos no facto de que o proletariado é a classe historicamente ascendente e que a sociedade burguesa não poderia desenvolver-se sem aumentar as forças do proletariado. A burguesia hoje é uma classe em queda. Não só já não desempenha um papel essencial na produção, como também, através dos seus métodos imperialistas de apropriação, está a destruir a estrutura económica do mundo e a cultura humana em geral. No entanto, a persistência histórica da burguesia é colossal. Mantém o poder e não deseja abandoná-lo. Assim, ameaça arrastar para o abismo toda a sociedade. Somos forçados a arrancá-lo, a cortá-lo. O Terror Vermelho é uma arma utilizada contra uma classe fadada à destruição e que não deseja perecer. Se o Terror Branco só pode retardar a ascensão histórica do proletariado, o Terror Vermelho acelera a destruição da burguesia. Esta aceleração – pura questão de aceleração – assume, em certos períodos, uma importância decisiva. Sem o Terror Vermelho, a burguesia Russa, juntamente com a burguesia mundial, iriam estrangular-nos muito antes da chegada da revolução na Europa. É preciso ser cego para não ver isso, ou ser um vigarista para negar."

## Finalidade

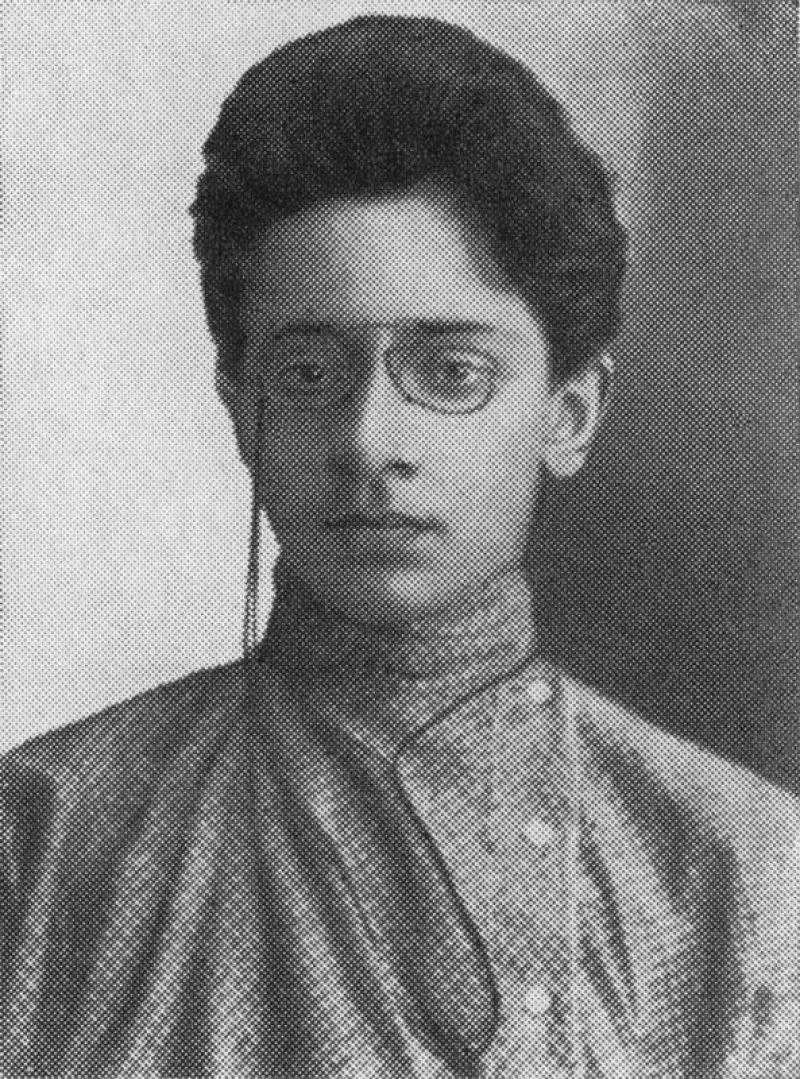
Yakov Sverdlov

Karl Marx escreveu que só há uma maneira de reduzir as "dores sangrentas do nascimento de uma nova sociedade, mas um meio: o terror revolucionário". Lenin propôs um método para levar ao terror, declarando que a moral é errada, enfatizando que tudo o que é útil para a revolução é moral.

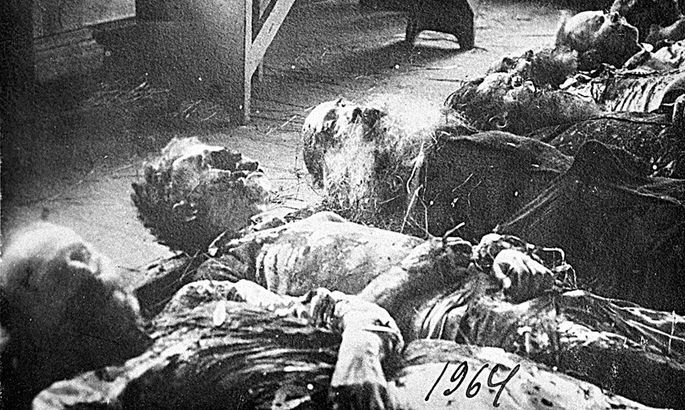
Cadáveres de vítimas do Massacre do Centro de Crédito de Tartu em 1919, mortos pelos bolcheviques em retirada.

Lênin e a liderança do Partido Comunista encorajaram o terror nas massas ao clamar por "uma iniciativa revolucionária completamente correta das massas", como Lenin escreveria em sua carta a Grigori Zinoviev em 26 de junho de 1918:
Só hoje ouvimos no Comitê Central que em São Petersburgo os trabalhadores queriam responder ao assassinato de Volodarsky com terror em massa e que você ... se conteve. Eu protesto fortemente! (…) É preciso promover a energia e o caráter massivo do terror contra os contra-revolucionários
Em um congresso realizado em julho de 1918, Sverdlov apresentou um relatório ao congresso no qual ele clamou abertamente para o "terror em massa" a ser realizado contra a "contra-revolução" e os "inimigos do governo soviético" expressando sua confiança de que "toda a Rússia o trabalhador aprovará integralmente uma medida como a execução de generais contra-revolucionários e outros inimigos do povo trabalhador ”. O Congresso acabaria aprovando a doutrina. Em setembro de 1919, em seu artigo "Como a burguesia usa os renegados", Lenin criticou o livro "Terrorismo e Comunismo" de Kautsky, esclarecendo seu ponto de vista sobre o terror em geral e sobre a violência revolucionária em particular. Em resposta à acusação de que os bolcheviques, antes da revolução, eram contra o uso da pena de morte e quando chegaram ao poder usaram execuções em massa. Lenin disse que:
Em primeiro lugar, é uma mentira flagrante que os bolcheviques se opuseram à pena de morte para a era da revolução ... E em 1917, durante a era Kerensky, escrevi no Pravda que nenhum governo revolucionário pode prescindir da pena de morte e que toda a questão é apenas contra qual classe este governo é dirigido.
Já em 1917, Lenin afirmaria em sua obra "A catástrofe ameaçadora e como combatê-la" que:
Um governo revolucionário, seja ele qual for, dificilmente poderá dispensar a pena de morte contra os exploradores (ou seja, contra os latifundiários e capitalistas).

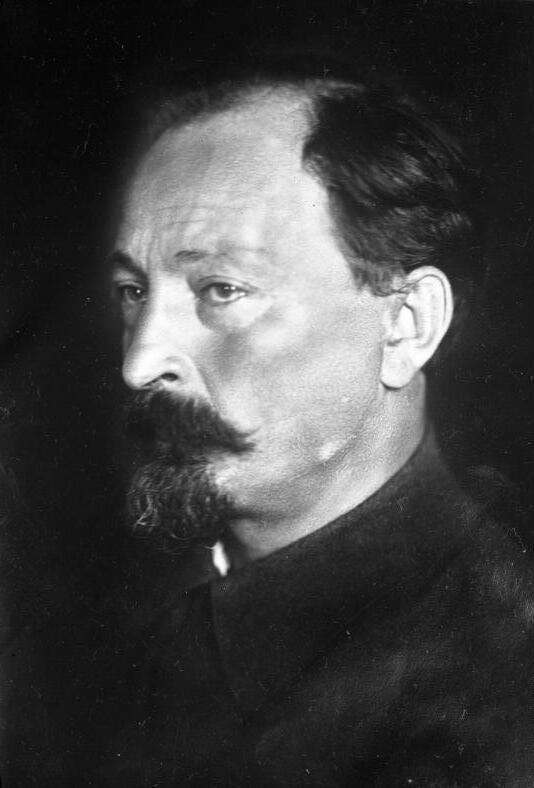
Félix Dzerjinsky, Chefe da Tcheka.

O Terror Vermelho foi justificado na historiografia soviética como uma campanha de guerra contra os contra-revolucionários durante a Guerra Civil Russa de 1918-1921, dirigida contra aqueles que estavam ao lado do Exército Branco. Os bolcheviques se referiam a qualquer facção antibolchevique como branca, independentemente de essas facções realmente apoiarem a causa do movimento branco. Trótski descreveu o contexto em 1920:
A primeira conquista do poder pelos soviéticos, no início de novembro de 1917, foi realmente alcançada com sacrifícios insignificantes. A burguesia russa estava tão afastada das massas populares, tão desamparada internamente, tão comprometida com o curso e o resultado da guerra, tão desmoralizada pelo regime de Kerensky, que dificilmente ousou resistir... Uma classe revolucionária que conquistou o poder com armas nas mãos é obrigada e reprimirá, rifle na mão, todas as tentativas de arrancar o poder de suas mãos. Quando ele tem um exército inimigo contra ele, ele se opõe ao seu próprio exército. Quando confrontado com uma conspiração armada, uma tentativa de assassinato ou um levante, ele lançará uma dor implacável na cabeça de seus inimigos.
Martin Latsis, chefe da Tcheka na Ucrânia, explicou no jornal Red Terror:
Não estamos luchando contra individuos solteros. Estamos exterminando a burguesia como classe. Não olhe no arquivo por provas incriminatórias. Você não precisa provar que este ou aquele homem agiu contra os interesses do poder soviético. Pergunte a ele, em vez de qual classe pertence, qual é o seu passado, a sua educação, a sua profissão. Estas são as perguntas que irão determinar o destino do acusado. Esse é o significado da essência do Terror Vermelho.
A luta amarga foi descrita de forma sucinta, do ponto de vista bolchevique, por Grigory Zinoviev em meados de setembro 1918:
Para vencer os nossos inimigos, devemos ter o nosso próprio militarismo socialista. Temos de carregar conosco 90 milhões dos atuais 100 milhões da população da Rússia Soviética. Quanto ao resto, não temos nada a dizer a eles. Eles devem ser aniquilados.

## História

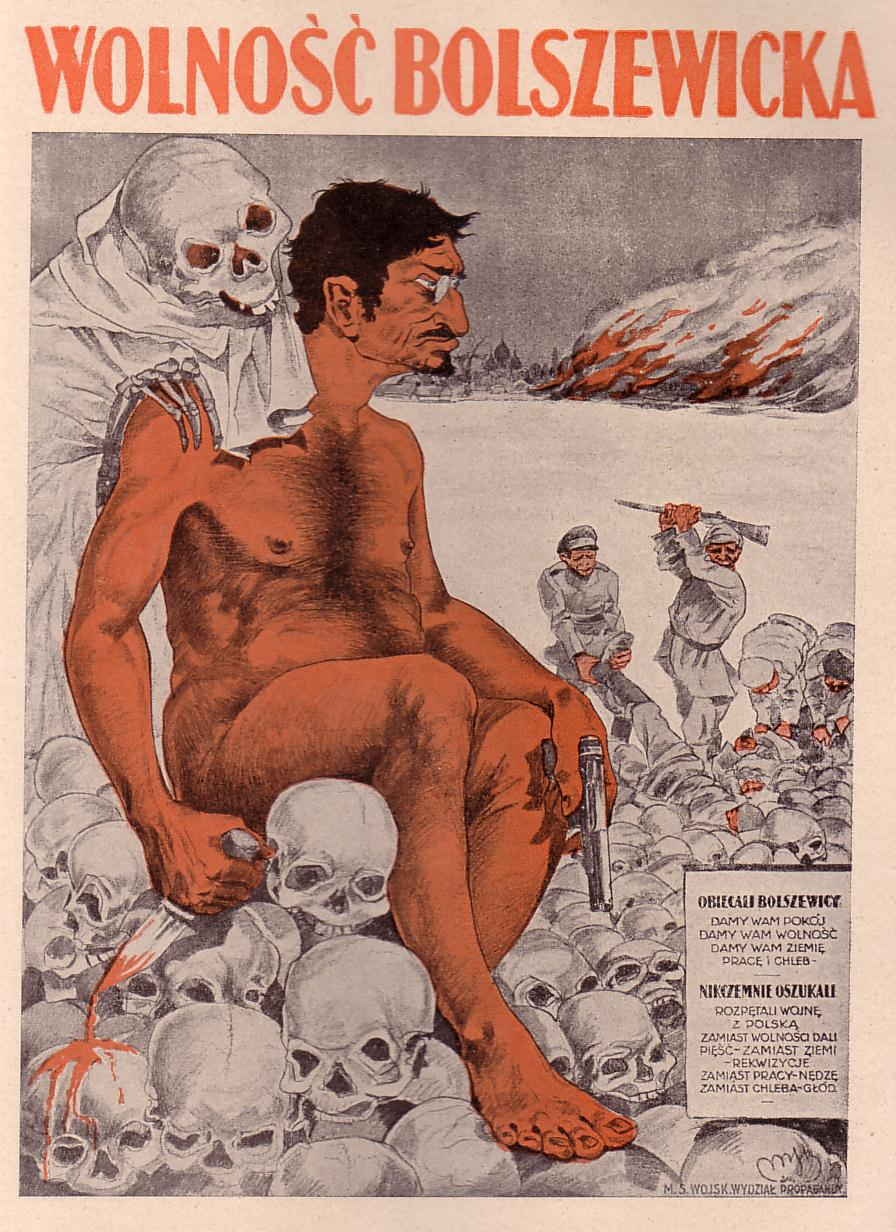
Bolshevik freedom ("Liberdade bolchevique" em inglês) - Poster de propaganda polonesa com a caricatura de Leon Trotsky

### Eventos preliminares
A pena de morte na Rússia foi abolida em 26 de outubro de 1917. Em 24 de novembro de 1917, o Conselho de Comissários do Povo emitiu o decreto "Sobre o Tribunal", no qual:
Tribunais revolucionários de trabalhadores e camponeses para lutar contra as forças contra-revolucionárias através da adoção de medidas para proteger a revolução e suas conquistas, bem como para decidir casos de luta contra pilhagem e predação, sabotagem e outros abusos de comerciantes, industriais, funcionários públicos e outras pessoas.
Em 6 de dezembro de 1917, o Conselho de Comissários do Povo considerou a possibilidade de uma greve antibolchevique de funcionários de agências governamentais em toda a Rússia. Decidiu-se criar uma comissão de emergência para averiguar a possibilidade de travar a greve por meio das "medidas revolucionárias mais enérgicas". Félix Dzerjinsky foi nomeado para o cargo de presidente da comissão.
Em 7 de dezembro, Dzerjinsky em uma reunião do Conselho de Comissários do Povo fez um relatório sobre as tarefas e direitos da comissão em que a atenção deveria ser dada à imprensa, os "partidos contra-revolucionários" e a sabotagem pelo que teria ser dotado do direito de efetuar prisões e confiscos, expulsar elementos criminosos, privar de cartões de racionamento e publicar listas de inimigos do povo. Lenin, depois de ouvir Dzerjinsky, concordou com suas propostas de dotar o corpo de poderes extraordinários.
Ao mesmo tempo, em 17 de dezembro de 1917, em discurso aos cadetes, Trótski declarava o início da etapa de terror em massa contra os inimigos da revolução:
Você deve saber que dentro de um mês, ou o terror assumirá formas muito fortes, por exemplo, dois grandes revolucionários franceses. Nossos inimigos serão esperados em guilhotina e não apenas na prisão.
Às vezes, o assassinato dos líderes do Partido Cadete, os deputados da Assembleia Constituinte, Kokoshkin e Shingarev, na noite de 6 a 7 de janeiro de 1918, é considerado o primeiro ato do Terror Vermelho. Em fevereiro de 1918, o exército alemão retomou as hostilidades na Frente Oriental. Os bolcheviques não esperavam deter os alemães, então eles fizeram centenas de reféns entre os intelectuais que foram levados para a Rússia para se proteger contra possíveis repressões alemãs. Em 21 de fevereiro de 1918, o Conselho dos Comissários do Povo emitiu o decreto A pátria socialista está em perigo!, que decretou que "agentes inimigos, especuladores, bandidos, hooligans, agitadores contra-revolucionários, espiões alemães sejam fuzilados na cena do crime". Com base neste decreto, a Tcheka, que havia sido criada em 22 de dezembro de 1917 sob a supervisão de Lenin, anunciou que "agitadores contra-revolucionários ... todos os que correm em direção ao Don para se juntar às tropas contra-revolucionárias ... serão fuzilados impiedosamente por um destacamento da comissão na cena do crime".
Anteriormente, Lenin em "As Tarefas Imediatas do Poder Soviético" formulou a doutrina da luta revolucionária:
Uma ditadura é um poder férreo, revolucionário, ousado e rápido, implacável para suprimir tanto exploradores quanto hooligans, e nosso governo é proibitivamente mole, muitas vezes mais como geléia do que ferro ... sem misericórdia para esses inimigos do povo, inimigos do socialismo, inimigos dos trabalhadores. Guerra de vida ou morte pelos ricos e seus parasitas ... para ter toda a população sob vigilância especial, eles devem ser tratados, à menor violação das regras e leis da sociedade socialista, sem misericórdia. Qualquer fraqueza, qualquer hesitação, qualquer sentimentalismo sobre isso seria o maior crime contra o socialismo.
Em 13 de junho de 1918, foi aprovada uma lei para restaurar a pena de morte. A partir daquele momento, a execução foi dada por decisões de tribunais revolucionários. Em 21 de junho de 1918, o almirante Alexey Schastny foi a primeira pessoa condenada à morte pelo tribunal revolucionário. Em 14 de junho, estourou uma greve operária contra as ações dos "comissários bolcheviques", acusando-os de tomar as melhores casas da cidade e de peculato. Um destacamento da Guarda Vermelha abriu fogo contra os manifestantes e 15 pessoas morreram. No dia seguinte, as autoridades locais declararam a lei marcial e quatorze pessoas foram imediatamente baleadas pela Tcheka.
Durante maio - junho de 1918, a Tcheka de Petrogrado registrou 70 incidentes com os trabalhadores envolvidos na maioria desses incidentes. A Assembleia dos Representantes dos Trabalhadores, uma organização que coordenava as atividades de oposição entre os trabalhadores, foi dissolvida. Mais de 800 pessoas foram presas em dois dias.
Em julho, os socialistas revolucionários organizaram levantes em Moscou e outras cidades. Em 6 de julho, o socialista revolucionário de esquerda Yakov Blumkin matou o embaixador alemão Mirbach em Moscou para causar uma ruptura nas relações. Em 10 de julho, o socialista revolucionário de esquerda Mikhail Artemyevich Muravyov, comandante da Frente Oriental do Exército Vermelho, tentou levantar um levante contra os bolcheviques.
Em 8 de agosto, Lenin escreveu a Fedorov sobre a necessidade do terror em massa para "estabelecer a ordem revolucionária":
Em Nizhny, obviamente, um levante da Guarda Branca está sendo preparado. Devemos exercer todas as nossas forças ... imediatamente iniciar o terror em massa ...

Nem um minuto atrasado.
Não entendo como Romanov pode ir embora agora!
Devemos agir com força e principal: buscas em massa. Execuções por porte de armas. Exportação maciça de mencheviques e não confiável. Mudança de guardas em armazéns, fornecimento de confiança ...

Leia esta carta para amigos, responda-me por telégrafo ou telefone.
Em 9 de agosto de 1918, Lenin enviou instruções ao Comitê Executivo Provincial de Penza:
É necessário realizar um terror massivo sem piedade contra os kulaks, padres e Guardas Brancos.

Decretar e implementar o desarmamento total da população, atirar no local sem piedade para qualquer rifle escondido.
Entre as medidas para restabelecer a ordem e prevenir a resistência, também foram propostas sabotagem e contra-revolução, operações de tomada de reféns e implementação de ameaças e chantagens. Este fato, por exemplo, Dzerjinsky explicou nas palavras que esta medida:
...o mais eficaz é a tomada de reféns entre a burguesia, com base nas listas que foram elaboradas para recuperar as indemnizações impostas à burguesia ... a detenção e prisão de todos os reféns e suspeitos em campos de concentração.
Lenin complementa esta proposta e oferece uma lista de medidas para a implementação prática do projeto:
Proponho-me não levar os "reféns", mas chamá-los pelo nome nas paróquias...
A utilização de medidas de tomada de reféns explica-se, em primeiro lugar, pela necessidade de travar, portanto, a “contra-revolução”, usando a vida dos reféns como fiadora do não uso da força e abstendo-se de ações. contra-revolucionários e motins. Lenin, em resposta aos protestos do partido da oposição, que considerou estas medidas "bárbaras", informou:
Eu argumento sobriamente e categoricamente: o que é melhor: prender várias dezenas ou centenas de instigadores, culpados ou inocentes, conscientes ou inconscientes, ou perder milhares de homens e trabalhadores do Exército Vermelho? - O primeiro é melhor. E deixe-me ser acusado de qualquer pecado mortal e violação da liberdade - eu me declaro culpado e os interesses dos trabalhadores vencerão.

### O terror vermelho
A campanha de repressão em massa começou oficialmente em retaliação ao assassinato em Petrogrado do líder da Tcheka Moisei Uritsky, pelo estudante e membro dos Partido Socialista Revolucionário Leonid Kannegisser, e pela tentativa de assassinato de Lenin, pela socialista revolucionária Fanni Kaplan em 30 de agosto de 1918.
Como reação 1 300 representantes da classe burguesa foram massacrados por destacamentos da tcheka dentro das prisões em Petrogrado e Kronstadt entre 31 de agosto e 4 de setembro. Quinhentos reféns foram executados imediatamente pelo governo comunista bolchevique após o assassinato de Uritsky.
Enquanto se recuperava de seus ferimentos, Lenin instruiu: 
É necessário - secretamente e com urgência - preparar para o terror
Mas mesmo antes dos atentados, Lenin estava enviando telegramas "para introduzir terror em massa" em Níjni Novgorod, em resposta a uma suspeita insurreição civil lá, e de "esmagar" latifundiários em Penza que protestavam, por vezes violentamente, a requisição de seus grãos por destacamentos militares.
Camaradas! A revolta kulak em seus cinco distritos deve ser esmagada sem piedade... Vocês devem fazer dessas pessoas um exemplo.
(1): Pendure-as (quero dizer, pendurar publicamente, para que as pessoas vejam) pelo menos 100 kulaks, bastardos ricos, e sanguessugas conhecidos.
(2): Publiquem seus nomes.
(3): Confisquem todos os seus grãos.
(4): Selecionem os prisioneiros de acordo com as minhas instruções do telegrama de ontem.
Façam tudo isso de modo que, por quilômetros ao redor, as pessoas vejam tudo isso, compreendam, temam, e digam que estamos matando os kulaks sanguinários e que vamos continuar a fazê-lo...
O primeiro anúncio oficial do Terror Vermelho foi publicado em 3 de setembro de 1918 no Izvestia, com o titulo de  "Apelo à classe trabalhadora" instigando os trabalhadores a "esmagar a hidra da contra-revolução com terror!
Quem se atreve a espalhar o menor rumor contra o regime soviético será preso imediatamente e enviados para campos de concentração.
Em 5 de setembro o Conselho do Comissariado do Povo publicou um decreto intitulado "Sobre o Terror Vermelho" apelando para: "isolar os inimigos de classe da República Soviética dentro de campos de concentração, e de executar no local todo envolvido em insurreições, motins ou de pertencer a Guarda Branca."
Em 15 de outubro, um dos líderes da Tcheka, Gleb Bokii, citou que o Terror Vermelho tinha terminado oficialmente, informando que em Petrogrado 800 supostos inimigos havia sido baleado e outro 6 229 presos. Os mortos nos dois primeiros meses foram entre 10 mil e 15 mil com base em listas de pessoas executadas sumariamente publicadas no jornal Cheka Weekly e em outros da imprensa oficial.
O número de execuções pela Tcheka em poucas semanas foi duas a três vezes maior que a pena de morte por parte do regime czarista em 92 anos.
A medida que a guerra civil progredia, um número significativo de presos, suspeitos e reféns foram executados com base de pertencerem às "classes inimigas do proletariado". 
Em Kharkov, houve entre 2 000 e 3 000 execuções em fevereiro-junho de 1919, e outras 1 000-2 000 quando a cidade foi retomada em dezembro daquele ano; em Rostov-on-Don, cerca de 1 000 em janeiro de 1920; em Odessa, 2 200 em maio-agosto de 1919, depois 1 500-3 000 entre fevereiro de 1920 e fevereiro de 1921; em Kiev, pelo menos 3 000 em fevereiro-agosto de 1919; em Ekaterinodar, pelo menos 3 000 entre agosto de 1920 e fevereiro de 1921; Em Armavir, uma pequena cidade em Kuban, entre 2 000 e 3 000, em agosto-outubro de 1920. A lista poderia continuar indefinidamente.
Na Crimeia, Béla Kun, com a aprovação de Vladimir Lenin executou sumariamente 50 mil civis e prisioneiros de guerra do anticomunista Exército Branco, por disparo ou enforcados, após a derrota do general Pyotr Nikolayevich Wrangel, no final de 1920. A eles havia sido prometida anistia se eles se rendessem. É razoável citar os bolcheviques como iniciantes do ciclo de atrocidades durante a guerra civil.

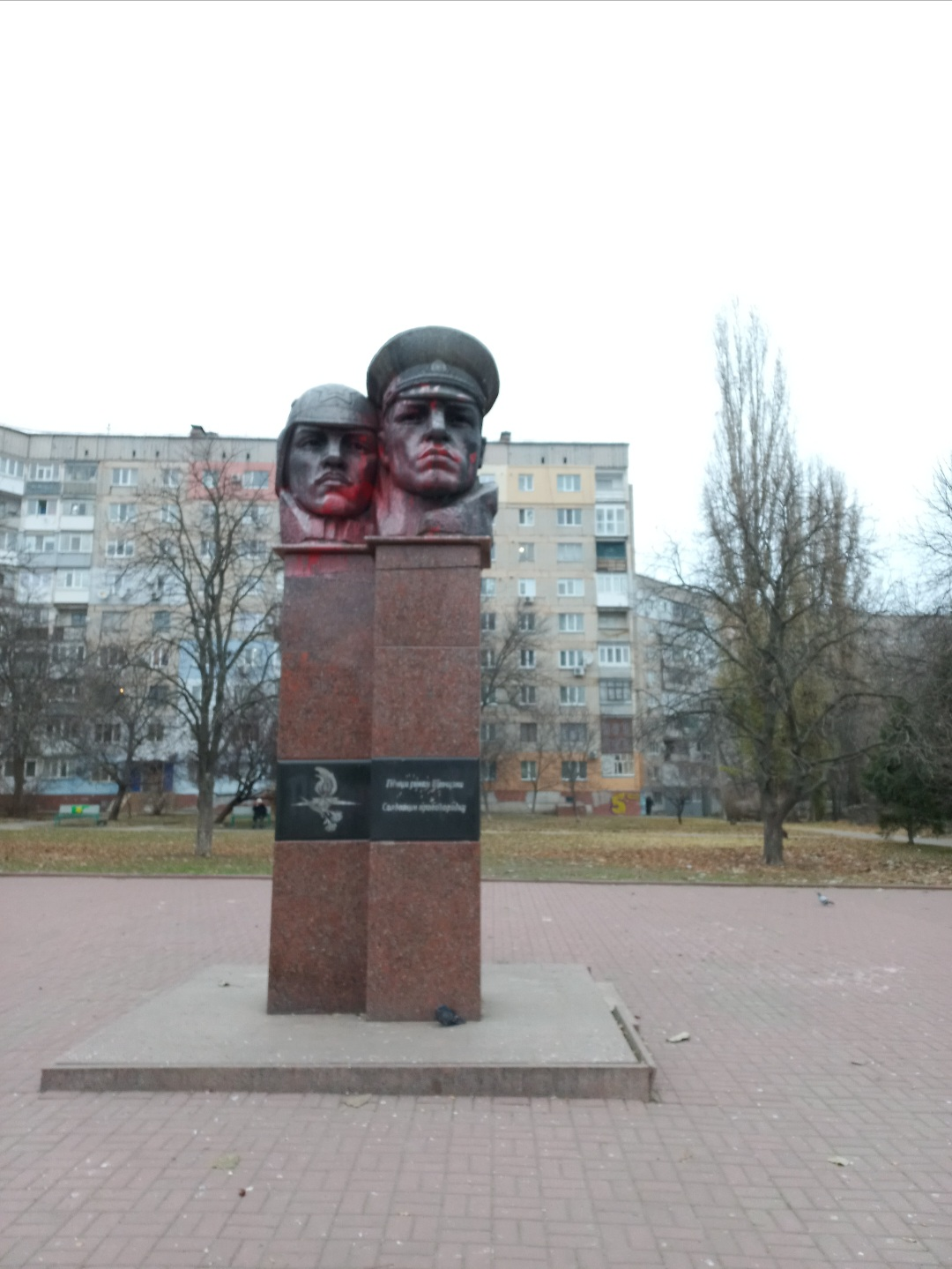
Um monumento aos chekistas em Kropyvnytsky foi erguido em 1977 após ser coberto com tinta vermelha, 2024

Esta campanha marcou o início do Gulag, e alguns estudiosos estimam que 70 000 foram presos em setembro de 1921 (este número exclui aqueles de vários campos em regiões que estavam em rebelião, como Tambov). As condições nesses campos levaram a altas taxas de mortalidade e ocorreram "massacres repetidos". A Cheka do campo de Kholmogory adotou a prática de afogar prisioneiros amarrados nas proximidades do rio Dvina. Ocasionalmente, prisões inteiras foram "esvaziadas" de presos por meio de tiroteios em massa antes de abandonar uma cidade para as forças brancas.

## Repressões

### Desertores
As tropas internas da Cheka e do Exército Vermelho praticavam a tática terrorista de tomar e executar numerosos reféns, muitas vezes em conexão com deserções de camponeses mobilizados pela força. De acordo com Orlando Figes, mais de 1 milhão de pessoas desertaram do Exército Vermelho em 1918, cerca de 2 milhões de pessoas desertaram em 1919 e quase 4 milhões de desertores escaparam do Exército Vermelho em 1921. Cerca de 500 000 desertores foram presos em 1919 e cerca de 800 000 em 1920 por tropas da Cheka e divisões especiais criadas para combater deserções. Milhares de desertores morreram e suas famílias muitas vezes foram feitas reféns. De acordo com as instruções de Lenin
Uma vez expirado o prazo de sete dias para os desertores se renderem, a punição para esses incorrigíveis traidores à causa do povo deve ser aumentada. As famílias e qualquer pessoa que as ajude de alguma forma devem ser mantidos como reféns e tratados de acordo. 
Em setembro de 1918, em apenas doze províncias russas, 48 735 desertores e 7 325 bandidos foram presos, 1 826 foram mortos e 2 230 executados. Um relatório típico de um departamento da Cheka dizia:
Província de Yaroslavl, 23 de junho de 1919. O levante de desertores em o volost de Petropavlovskaya foi reprimido. As famílias dos desertores foram feitas reféns. Quando começamos a atirar em uma pessoa de cada família, os Verdes começaram a sair da floresta e se render. Trinta e quatro desertores foram fuzilados como exemplo.

### Camponeses
Segundo algumas estimativas, a repressão da Revolta de Tambov (1919-1921), uma das maiores revoltas camponesas contra os bolcheviques durante a Guerra Civil Russa, causou a deportação de cerca 100 mil camponeses rebeldes e suas famílias, sendo cerca de 15 mil deles executados.

Os comunistas de Tambov em 1921 relataram: 
Os parentes mais próximos de pessoas que participam de gangsters são feitos reféns, e são levados em sua totalidade, pelas famílias, sem distinção de sexo ou idade. Um grande número de crianças entra nos acampamentos, desde muito jovens, até bebês

### Trabalhadores da indústria
Em 16 de Março de 1919, a Tcheka invadiu a fábrica Putilov. Mais de 900 trabalhadores que estavam em greve foram presos, dos quais mais de 65 foram executados sem julgamento durante os próximos dias. Inúmeras greves ocorreram na primavera de 1919, nas cidades de Tula, Oriol, Tver, Ivanovo e Astracã. Os trabalhadores famintos procuraram obter rações alimentares semelhantes às dos soldados do Exército Vermelho. Eles também exigiram a eliminação de privilégios para bolcheviques, a liberdade de imprensa e eleições livres. Todas as greves foram impiedosamente reprimidas pela Tcheka usando execuções.

### Clero
Os membros do clero foram submetidos a abusos particularmente brutais. De acordo com documentos citados por Alexander Yakovlev, então chefe do Comitê Presidencial para a reabilitação das vítimas da repressão política, padres, monges e freiras foram crucificados, jogados em caldeirões de piche fervendo, escalpelados, estrangulados e afogado em buracos no gelo. Estima-se que 3 000 foram condenados à morte só em 1918.

Em 9 de abril de 1921, F. Dzerzhinsky escreveu a Latsis o seguinte:
A igreja está desmoronando, precisamos ajudar nisso, mas de forma alguma reavivá-la de uma forma renovada. Portanto, a política de colapso da Igreja deve ser seguida pela Tcheka, e não por mais ninguém ... Nosso interesse é o comunismo, não a religião. Só o Tcheka pode liquidar ...